# Gmina obwarzankowa

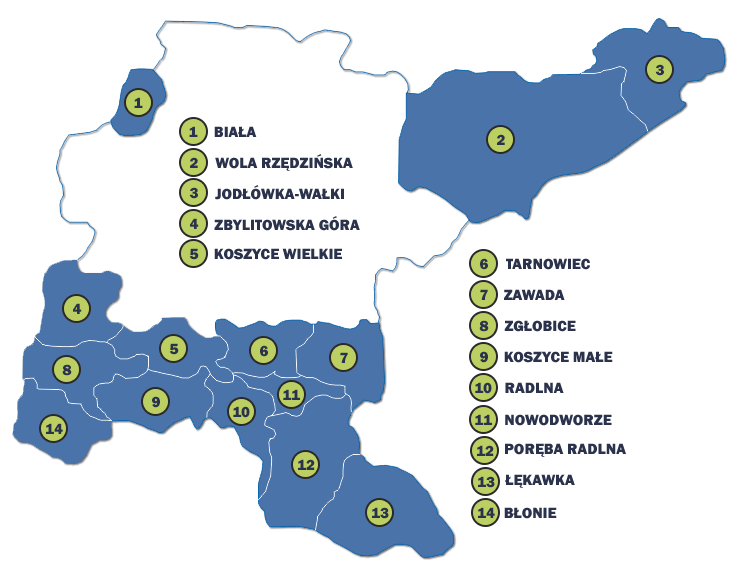
Wiejska gmina Tarnów położona wokół granic miasta Tarnowa (przykład zenklawizowanej gminy obwarzankowej)

Gmina obwarzankowa – określenie gminy wiejskiej w Polsce, mającej siedzibę w nienależącym do niej mieście (zlokalizowanym w odrębnej gminie miejskiej), użyte w 2013 roku przez Ministerstwo Administracji i Cyfryzacji. Zdefiniowano 158 takich gmin, z czego 14 miało siedzibę w mieście na prawach powiatu.
W opublikowanym w 2013 roku raporcie „Ocena sytuacji samorządów lokalnych” resort administracji wskazał na wysokie koszty utrzymywania podwójnej administracji i występowanie zjawiska pasażera na gapę – mieszkańca płacącego podatki w gminie wiejskiej, ale korzystającego z usług miejskich. Propozycja włączania gmin obwarzankowych w struktury miejskie nie spotkała się z entuzjazmem władz tych gmin, które wskazują na nieopłacalność takiego przedsięwzięcia. W odpowiedzi ministerstwo zapowiedziało przygotowanie nowych przepisów, dzięki którym taka integracja stałaby się bardziej opłacalna, zaznaczając jednocześnie, że łączenie się powinno być dobrowolne. Do lipca 2015 roku tylko jedna gmina obwarzankowa – Zielona Góra – została połączona z miastem, powodując jednocześnie zmianę granic powiatowych, ponieważ Zielona Góra jest miastem na prawach powiatu.
Pod względem konfiguracji przestrzennej, wiele gmin obwarzankowych składa się z obszarów zenklawizowanych (na przykład Tarnów, Sanok). Mimo pryncypiów dążenia do spójności terytorialnej (unikania tworzenia enklaw), w przypadku gmin obwarzankowych ma to mniejsze znaczenie pod kątem sprawnego funkcjonowania gminy, ponieważ urząd gminy nie mieści się na terenie gminy, lecz w mieście, które równocześnie enklawizuje gminę.

## Wykaz gmin obwarzankowych
Pogrubieniem wyróżniono gminy, których siedzibą jest miasto na prawach powiatu:
- woj. dolnośląskie: Bolesławiec, Chojnów, Dzierżoniów, Głogów, Kamienna Góra, Kłodzko, Lubań, Lubin, Nowa Ruda, Oleśnica, Oława, Świdnica, Zgorzelec, Złotoryja
- woj. kujawsko-pomorskie: Aleksandrów Kujawski, Brodnica, Chełmno, Chełmża, Golub-Dobrzyń, Grudziądz, Inowrocław, Kowal, Lipno, Radziejów, Rypin, Ryńsk (siedziba: Wąbrzeźno), Włocławek
- woj. lubelskie: Biała Podlaska, Biłgoraj, Chełm (siedziba na terenie gminy wiejskiej, ale nazwa pochodząca od miasta), Głusk (siedziba na terenie gminy wiejskiej, ale nazwa pochodząca od dzielnicy Lublina), Hrubieszów, Krasnystaw, Kraśnik, Lubartów, Łuków, Międzyrzec Podlaski, Puławy, Radzyń Podlaski, Rejowiec Fabryczny, Stoczek Łukowski, Terespol (siedziba na terenie gminy wiejskiej, ale nazwa pochodząca od miasta), Tomaszów Lubelski, Włodawa, Zamość
- woj. lubuskie: Gubin, Nowa Sól, Żagań, Żary
- woj. łódzkie: Bełchatów, Brzeziny, Głowno, Kutno, Łęczyca, Łowicz, Nowosolna (siedziba: Łódź; nazwa pochodząca od osiedla Łodzi), Ozorków, Pabianice, Radomsko, Rawa Mazowiecka, Sieradz, Skierniewice, Tomaszów Mazowiecki, Zduńska Wola, Zgierz
- woj. małopolskie: Bochnia, Gorlice, Grybów, Jordanów, Limanowa, Mszana Dolna, Nowy Targ, Oświęcim, Tarnów
- woj. mazowieckie: Ciechanów, Garwolin, Gostynin, Liw (siedziba: Węgrów), Łaskarzew, Mińsk Mazowiecki, Ostrów Mazowiecka, Pionki, Płońsk, Przasnysz, Raciąż, Siedlce, Sierpc, Sochaczew, Sokołów Podlaski
- woj. opolskie: brak
- woj. podkarpackie: Dębica, Dynów, Jarosław, Jasło, Leżajsk, Lubaczów, Łańcut, Mielec, Przemyśl, Przeworsk, Radymno, Sanok
- woj. podlaskie: Augustów, Bielsk Podlaski, Brańsk, Grajewo, Hajnówka, Kolno, Łomża, Sejny, Siemiatycze, Suwałki, Wysokie Mazowieckie, Zambrów
- woj. pomorskie: Chojnice, Człuchów, Kościerzyna, Kwidzyn, Malbork, Pruszcz Gdański (siedziba na terenie gminy wiejskiej, ale nazwa pochodząca od miasta), Puck, Skórcz, Redzikowo (siedziba: Słupsk), Starogard Gdański, Tczew, Ustka, Wejherowo
- woj. śląskie: brak
- woj. świętokrzyskie: Bodzechów (siedziba: Ostrowiec Świętokrzyski)
- woj. warmińsko-mazurskie: Bartoszyce, Braniewo, Działdowo, Elbląg, Ełk, Giżycko, Górowo Iławeckie, Iława, Kętrzyn, Lidzbark Warmiński, Lubawa (siedziba na terenie gminy wiejskiej, ale nazwa pochodząca od miasta), Mrągowo, Nowe Miasto Lubawskie (siedziba na terenie gminy wiejskiej, ale nazwa pochodząca od miasta), Ostróda, Szczytno
- woj. wielkopolskie: Chodzież, Czarnków, Gniezno, Koło, Kościan, Obrzycko, Ostrów Wielkopolski, Słupca, Turek, Wągrowiec, Złotów
- woj. zachodniopomorskie: Białogard, Darłowo, Kołobrzeg, Sławno, Stargard, Szczecinek, Świdwin, Wałcz